# Melocco Miklós

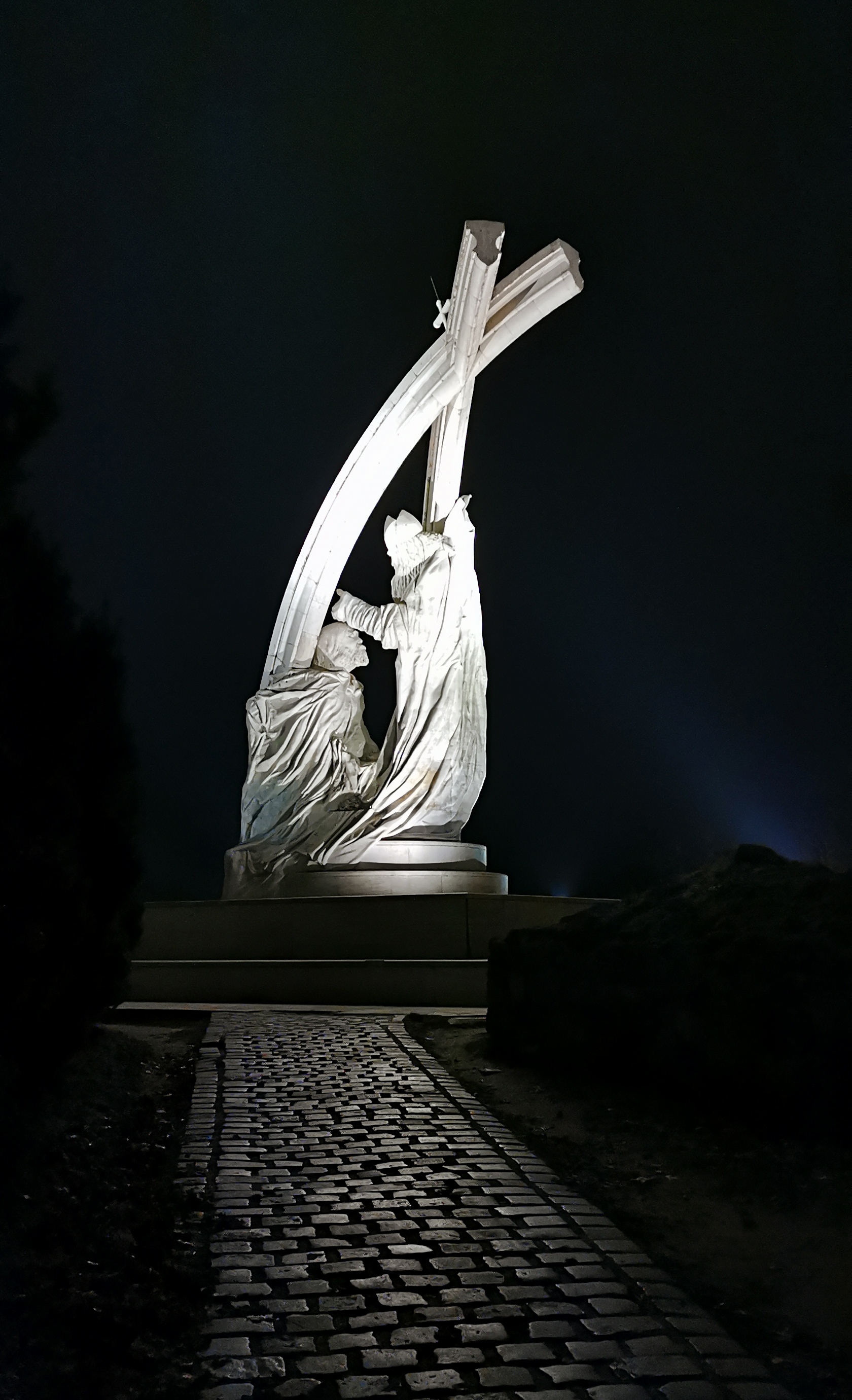
Szent István megkoronázása, Esztergom

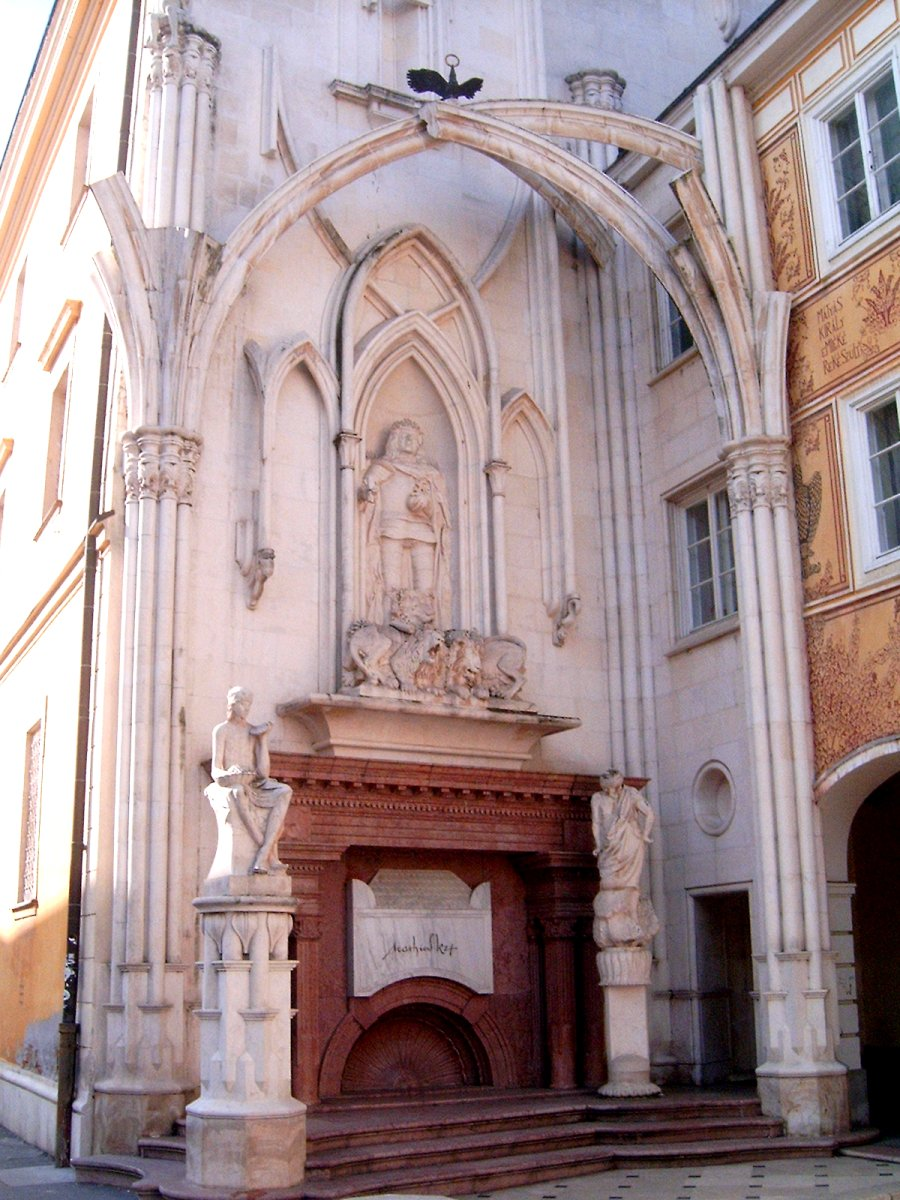
Mátyás király-emlékmű, Székesfehérvár, Belváros

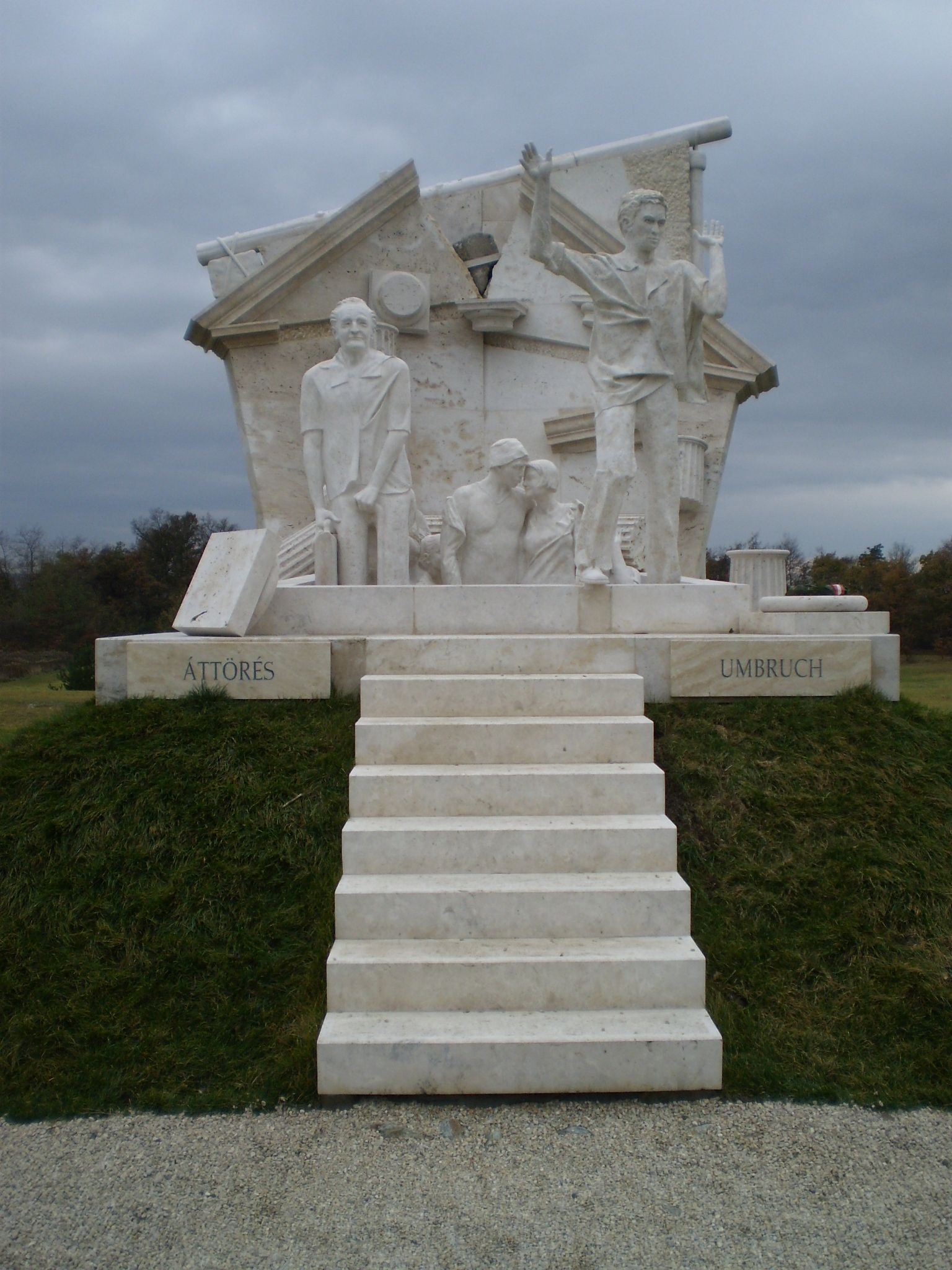
A Páneurópai piknik emlékműve, a sopronpusztai emlékparkban

Melocco Miklós (Róma, 1935. április 3. –) Magyar Corvin-lánccal és a Nemzet Művésze címmel kitüntetett Kossuth-díjas szobrászművész, érdemes művész.

## Élete
Polgári családban és környezetben, Rómában született, neveltetése során elsajátította a művészetek szeretetét és tiszteletét. Kisgyermekként családjával egy idre Berlinbe költöztek, majd Adolf Hitler hatalomra jutása miatt Magyarországon telepedtek le. Magyar a családban egyedül anyai nagyanyja volt. A budapesti, Stefánia úti lakásukkal szomszédságban Ligeti Miklós szobrász lakott, s ez is mély benyomást gyakorolt rá. A második világháború alatt és utána pár évig a család Iváncsán élt.
Budapesten a piaristák iskolájába járt. Apját, Melocco Jánost (1909. december 26 – 1951. február 22.), aki nyolc nyelven beszélő katolikus újságíró volt, 1947-től 1950-ig az Új Ember folyóirat segédszerkesztője volt, elfogták, s az 1950-ben tartott koncepciós perben halálra ítélték, s 1951. február 22-én akasztással kivégezték. Így az addigi békés családi háttér szétzilálódott. Anyagi gondokkal küszködve járt gimnáziumba, a tanulás mellett dolgozott, volt hómunkás, sírásó, segédmunkás. Háromszor jelentkezett a Képzőművészeti Főiskolára, az első két alkalommal származása miatt elutasították.
1955-ben vették fel a Főiskolára, mesterei kezdetben Gyenes Tamás és Mikus Sándor voltak. Az 1956-os forradalom alatt tudatosult benne végképp magyar identitása, amikor egy szovjet lövedék a lábán megsebesitette. Tanulmányait Varsóban folytatta volna, ám végül 1961-ben Kmetty János és Pátzay Pál mestereknél itthon végzett. Dolgozott a Fiatal Művészek Stúdiójában is (ahol a padon ülő Adyt alkotta). 1970-től a kecskeméti művésztelepen is élt családjával, majd a budapesti Dózsa György úti műteremben dolgozott. 1981-től Zsámbékon telepedtek le, azóta is ott él és alkot. 1990-től a Magyar Képzőművészeti Főiskola címzetes egyetemi tanára. 1992-től a Magyar Művészeti Akadémia tagja, 1995-től elnökségi tag.

## Kitüntetései, díjai
- 1966 – Stúdió-díj
- 1973 – XIV. Szegedi Nyári Tárlat fődíja
- 1975 – Munkácsy Mihály-díj
- 1982 – Érdemes művész
- 1985 – Neugeld Anna Alapítvány díjazottja
- 1987 – Podmaniczky-díj
- 1988 – Kossuth-díj
- 1995 – Kölcsey-emlékplakett
- 1998 – Magyar Örökség díj
- 1998 – A Magyar Köztársasági Érdemrend középkeresztje
- 1999 – Zsámbék díszpolgára
- 2000 – Iváncsa díszpolgára[3]
- 2004 – Prima Primissima-díj
- 2008 – Szent Márton-díj[4]
- 2010 – Budapestért díj[5]
- 2014 – A Nemzet Művésze
- 2014 – Sopron díszpolgára[6]
- 2018 – Magyar Corvin-lánc

## Kiállításai

### Egyéni kiállítások
- 1967 • Műcsarnok, Budapest (Sváby Lajossal)
- 1970 • Salgótarján
- 1972 • Petőfi Irodalmi Múzeum, Budapest
- 1972 • Kulturális Kapcsolatok Intézete (Kondor Bélával, Pásztor Gáborral)
- 1972 • Egy megbízás története, Eötvös Klub, Budapest
- 1973 • Petőfi Irodalmi Múzeum, Budapest (Sváby Lajossal)
- 1974 • Móra Ferenc Múzeum, Szeged
- 1974 • Fővárosi Művelődési Ház, Budapest (Birkás Ákossal)
- 1975 • A múlt szellemóriásai, Kecskemét
- 1977 • Művelődési Központ, Szeged
- 1977 • Hommage à Ady Endre, Petőfi Irodalmi Múzeum, Budapest
- 1977 • Visszaélések és import, Művelődési Központ, Kecskemét
- 1977 • Hajdúszoboszló
- 1982 • Művelődési Ház, Tök
- 1985 • Kunstmesse, Bázel
- 1985 • Műcsarnok, Budapest (Körösényi Tamással, Török Richárddal)
- 1986 • Toronto
- 1986 • Uitz-terem, Dunaújváros
- 1986 • Műcsarnok, Budapest (Török Richárddal, Körösényi Tamással)
- 1990 • Fővárosi Képtár, Budapest
- 1995 • Zsámbék
- 2009 • Vitalitas Galéria, Szombathely

### Válogatott csoportos kiállítások

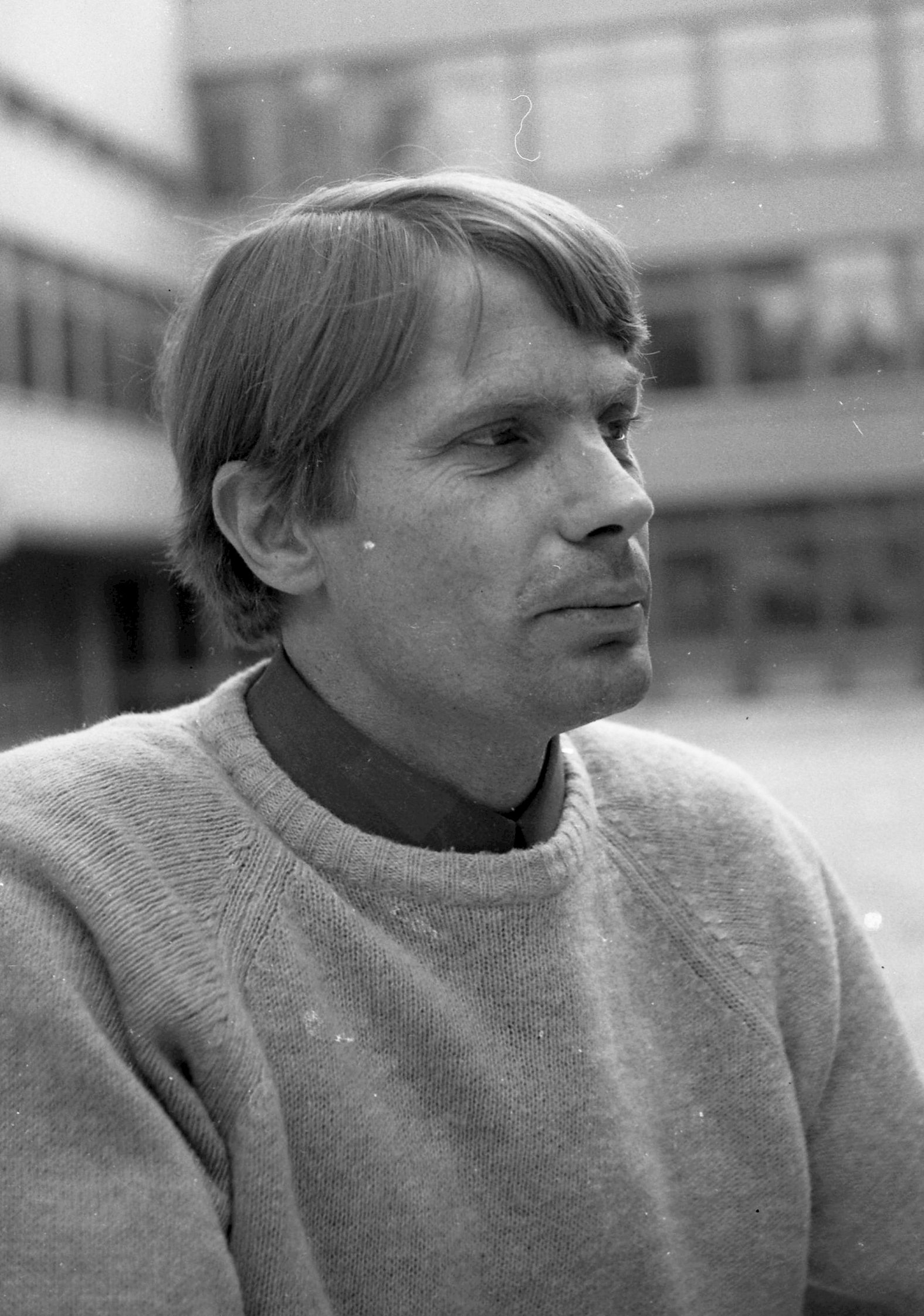
Melocco Miklós 1970-ben

- 1962 • 9. Magyar Képzőművészeti kiállítás, Műcsarnok, Budapest
- 1963 • Stúdió, Ernst Múzeum, Budapest
- 1964 • Stúdió, Ernst Múzeum, Budapest
- 1966 • Stúdió, Ernst Múzeum, Budapest
- 1966 • 10. Magyar Képzőművészeti kiállítás, Műcsarnok, Budapest
- 1967 • Fiatal Művészek V. Párizsi Biennáléja, Párizs
- 1967 • Stúdió, Ernst Múzeum, Budapest
- 1968 • 11. Magyar Képzőművészeti kiállítás, Műcsarnok, Budapest
- 1968 • Stúdió '58-68, Műcsarnok, Budapest
- 1968 • X. Miskolci Országos kiállítás, Miskolc
- 1970 • Stúdió, Ernst Múzeum, Budapest
- 1971 • III. Országos Kisplasztikai Biennále, Pécs
- 1971 • Új művek, Műcsarnok, Budapest
- 1973 • Magyar Szobrászat 1957–1972, Moszkva
- 1974 • IV. Országos Nyári Tárlat, Debrecen
- 1976 • V. Országos Kisplasztikai Biennále, Pécs
- 1978 • Szobrászat '78, Műcsarnok, Budapest
- 1980 • Szobrászati Biennále, Monza
- 1988 • Fővárosi Képtár, Budapest
- 1991 • Kortárs képzőművészet, Magyar Nemzeti Galéria-Ludwig Múzeum, Budapest
- 1991 • Kisszobor '94, Vigadó Galéria, Budapest
- 1995 • Helyzetkép/Magyar szobrászat, Műcsarnok, Budapest

## Köztéri alkotásai

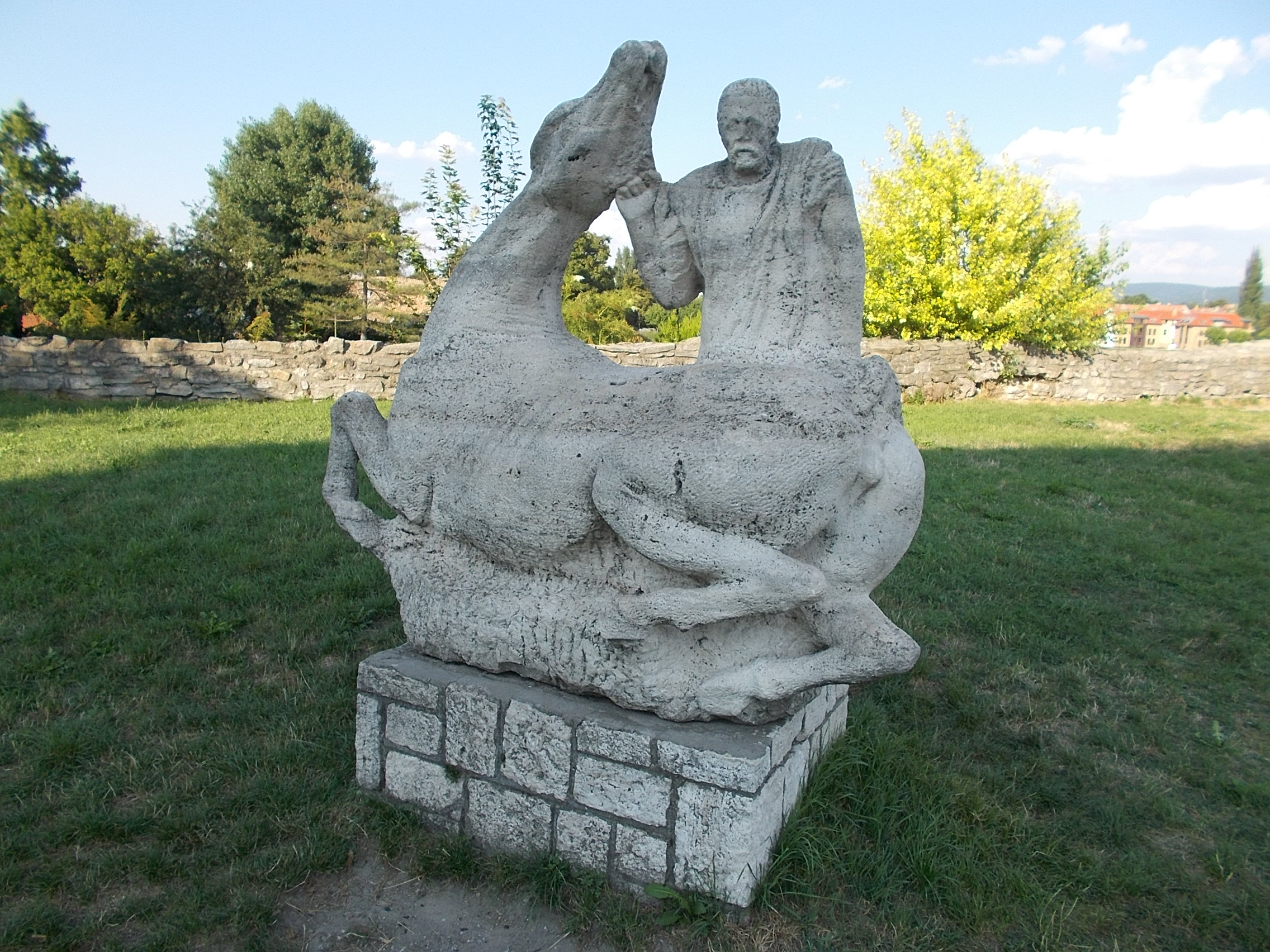
Végvári vitéz a tatai várban, 1977

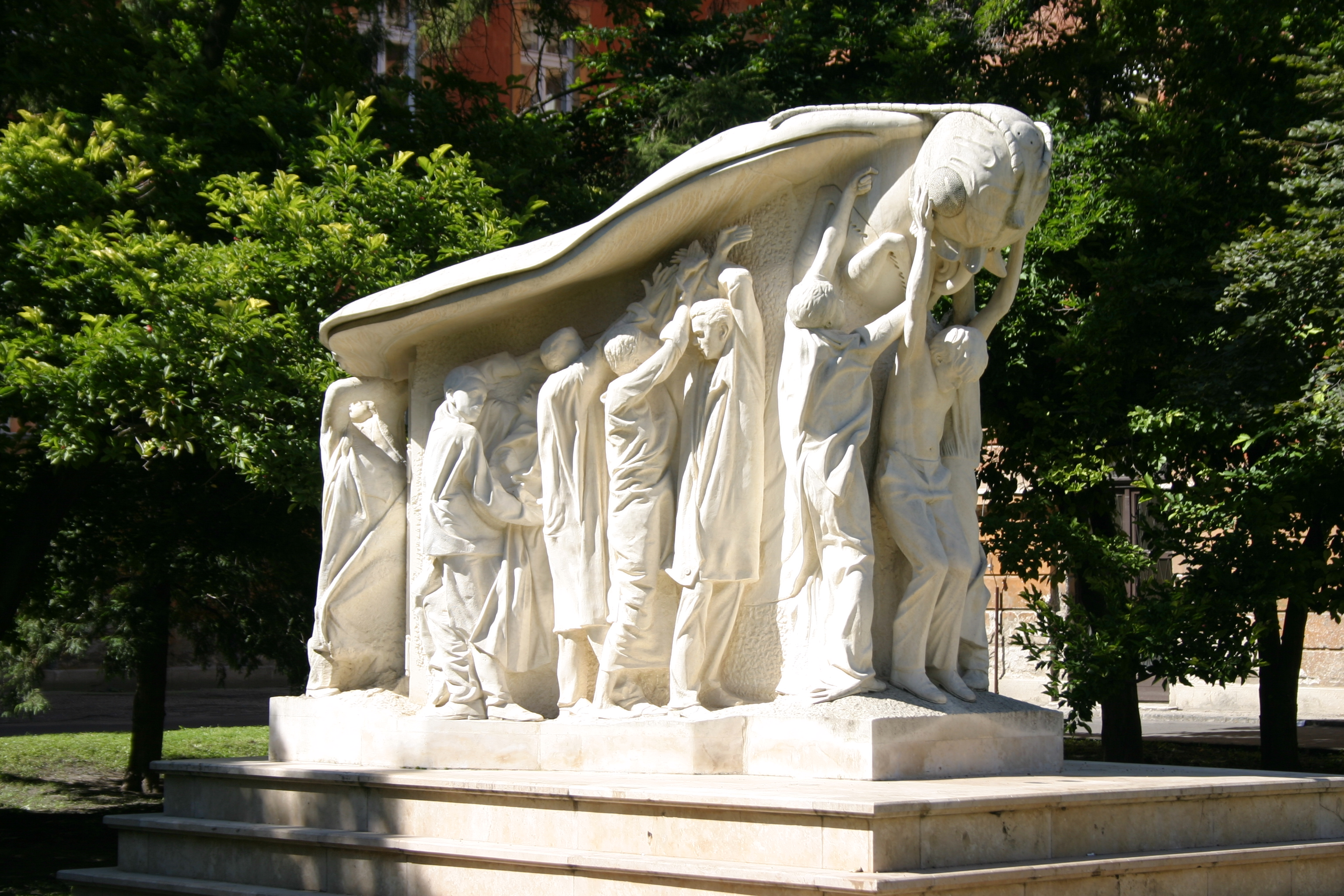
1956-os emlékmű Szegeden

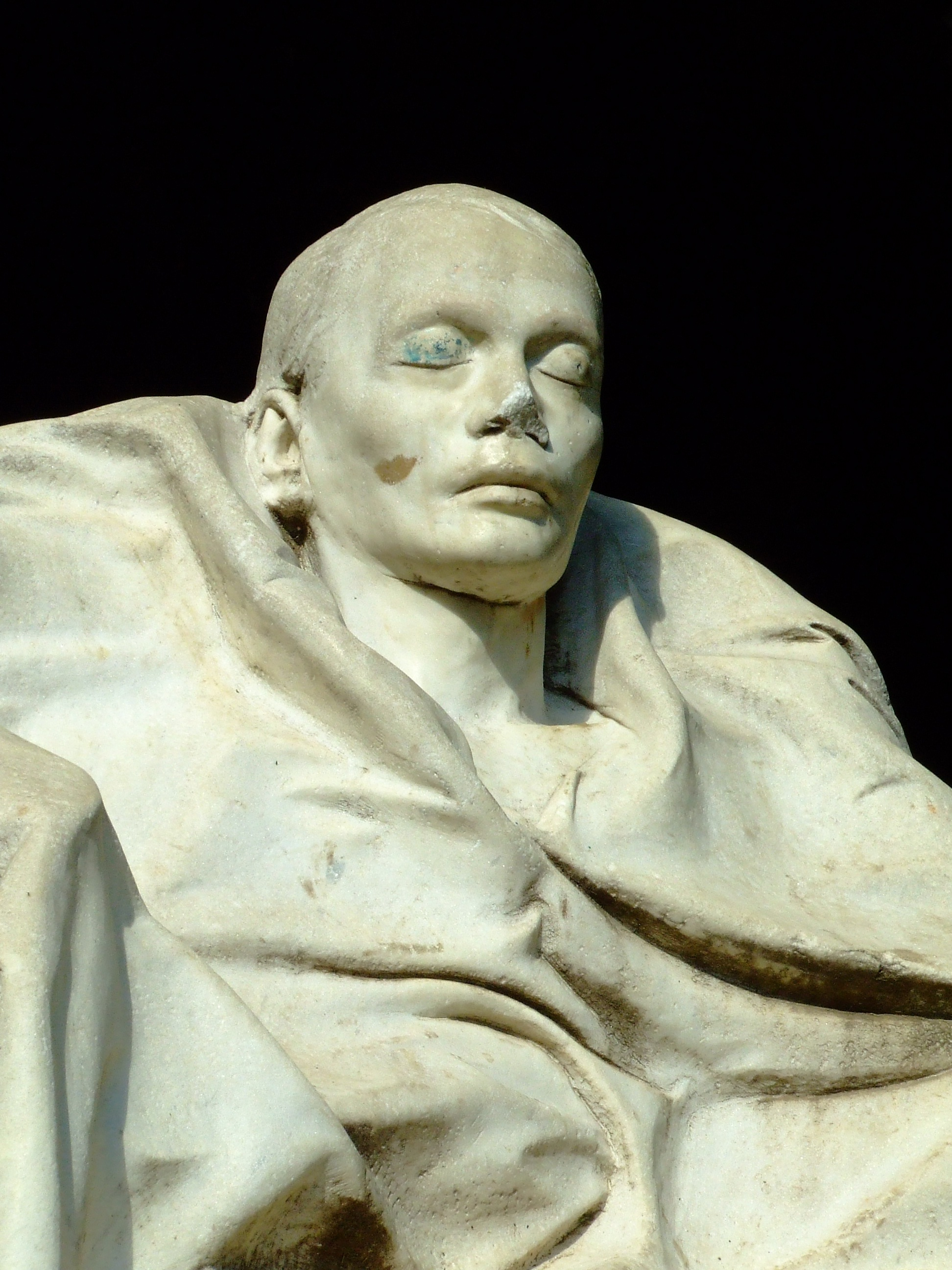
Ady Endre szobra a pécsi Barbakánkertben

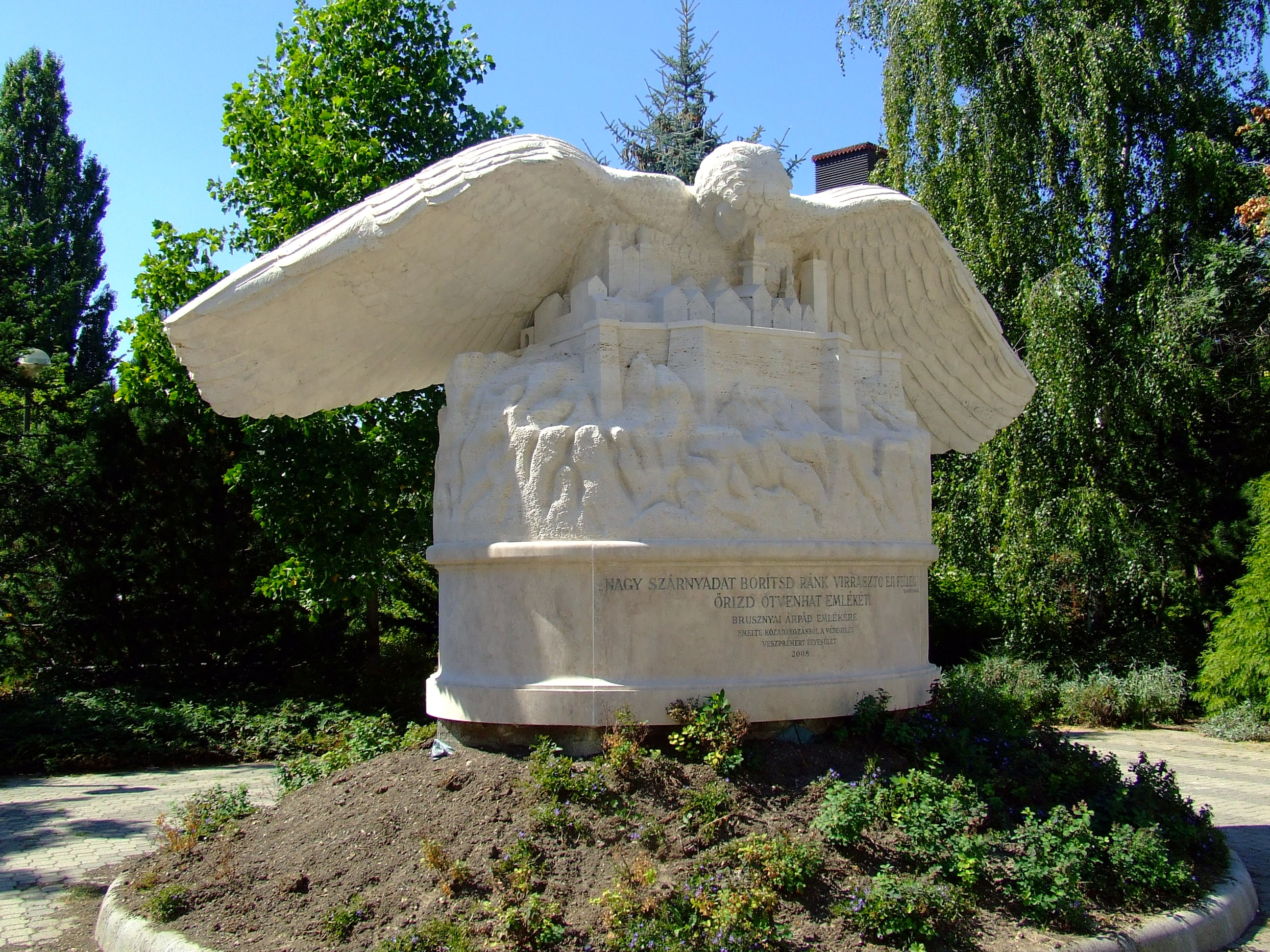
Brusznyai Árpád emlékműve Veszprémben

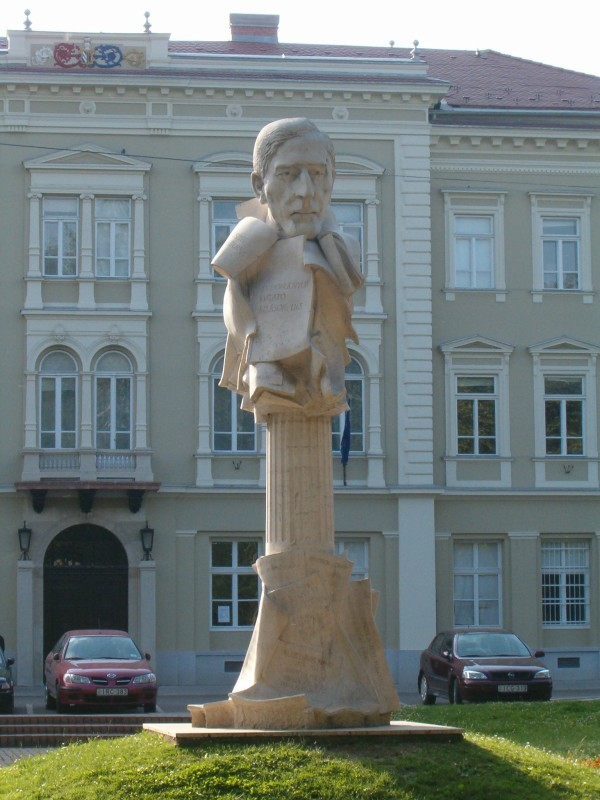
Klebelsberg Kuno, Szeged, Széchenyi tér

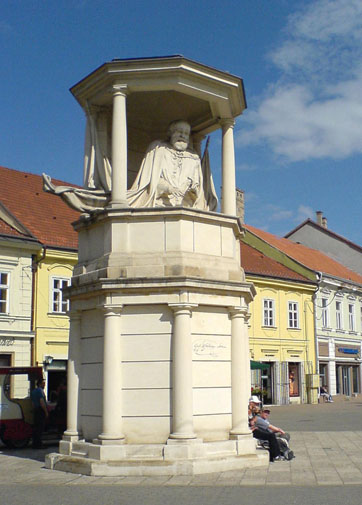
Széchenyi István gróf szobra Miskolcon

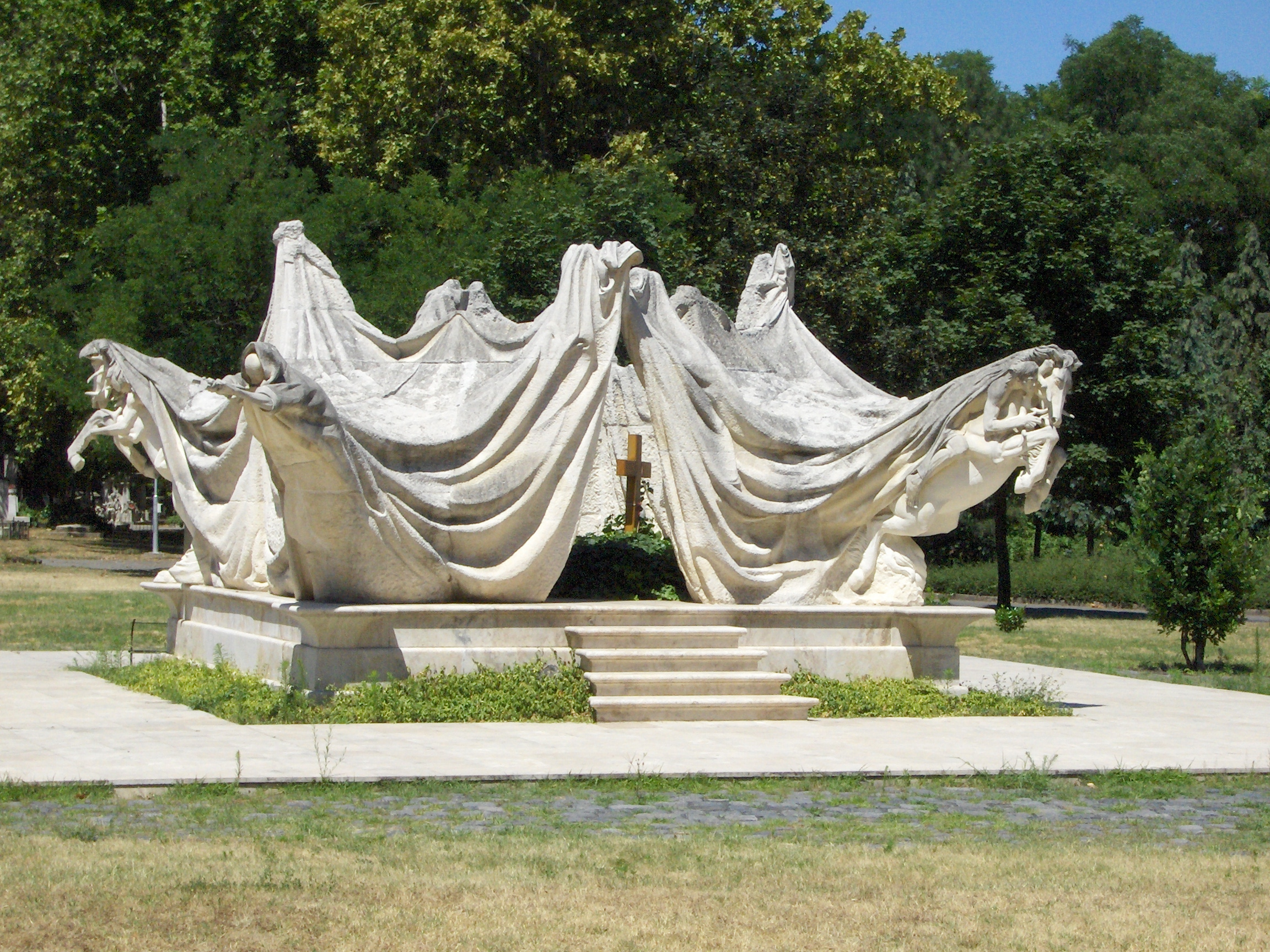
Antall József síremléke a Kerepesi temetőben

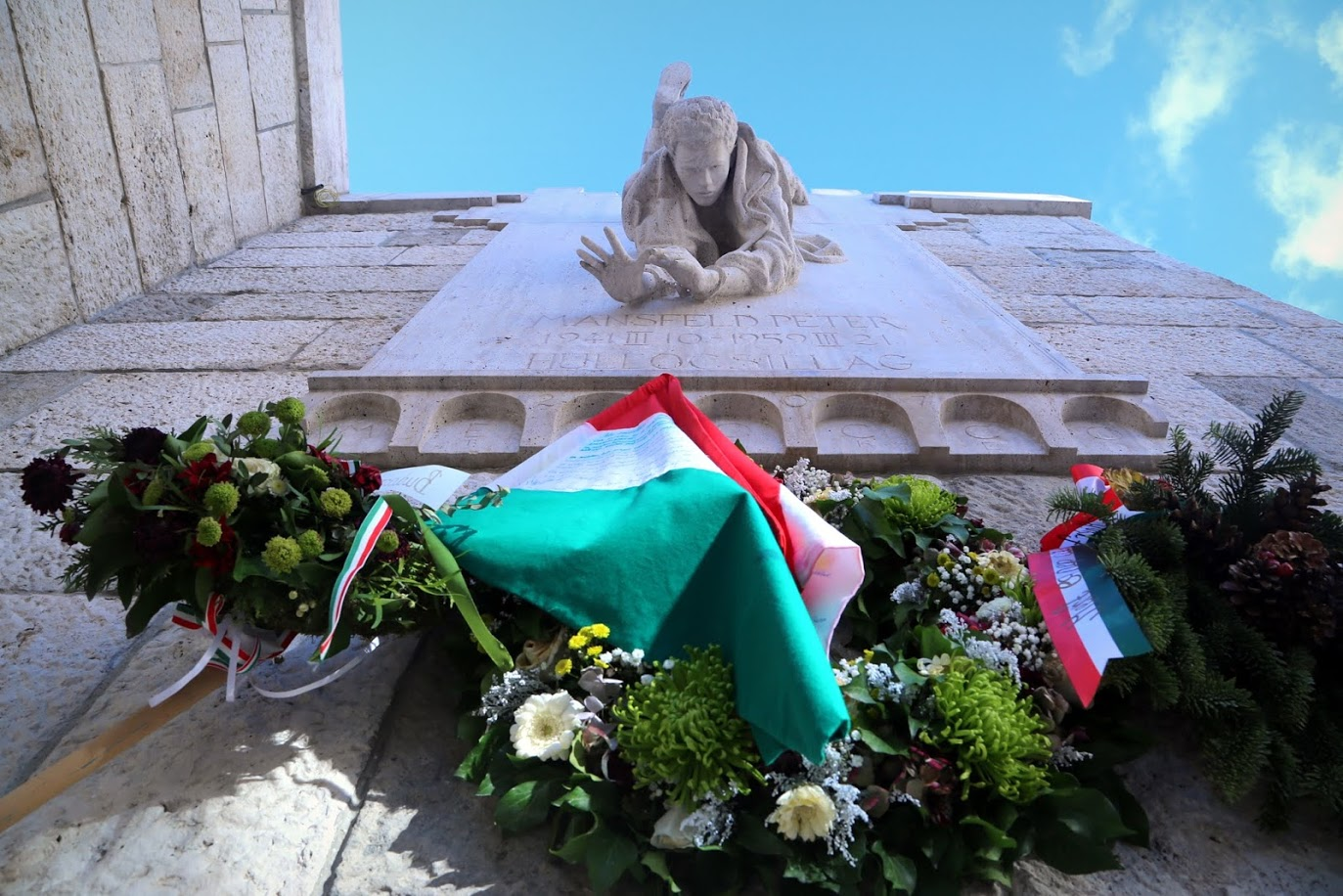
„Hullócsillag” – Mansfeld Péter dombormű a budai Szabó Ilonka utcában

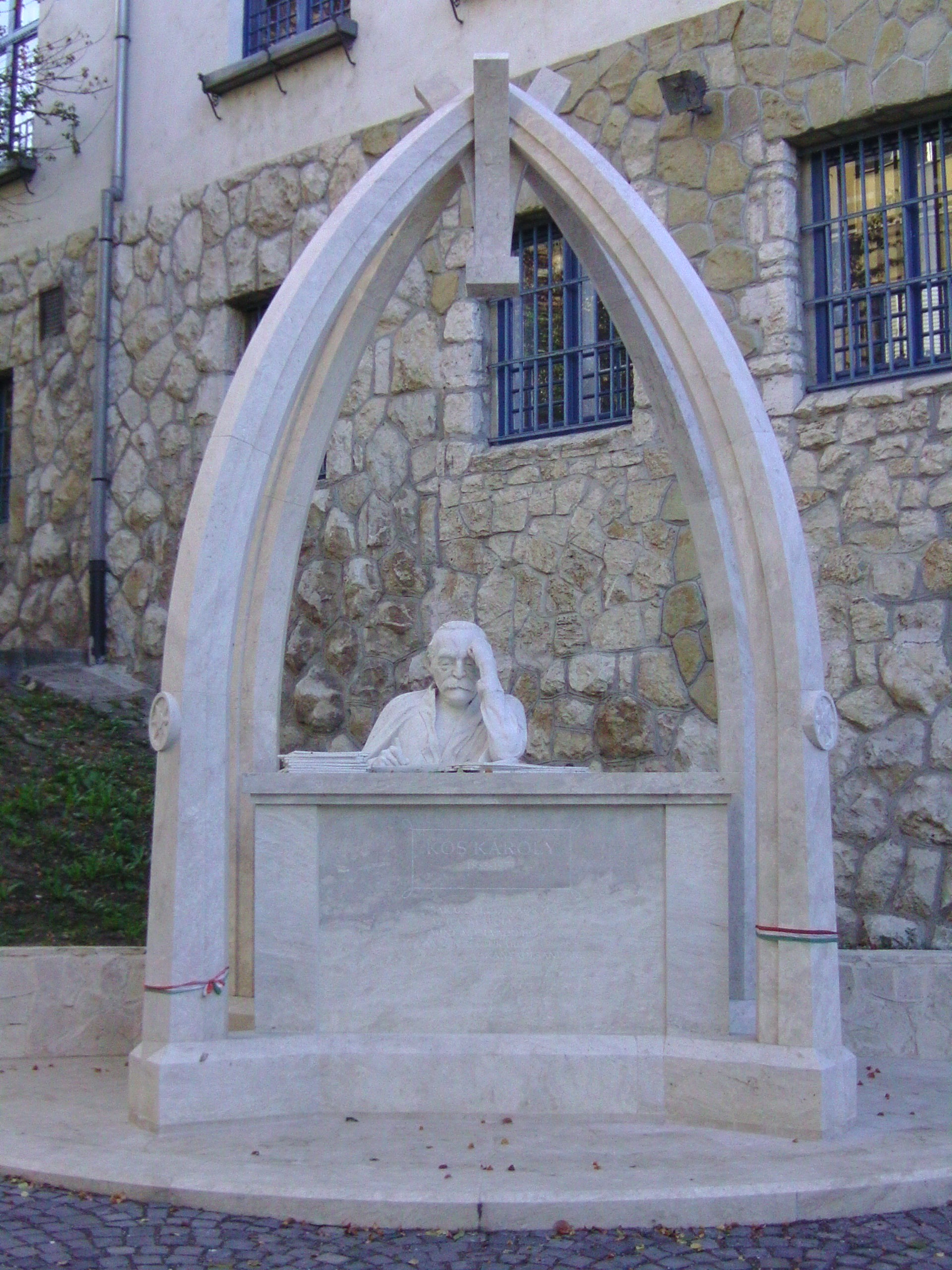
Kós Károly-emlékmű, Budapest XII. ker., Temes u.

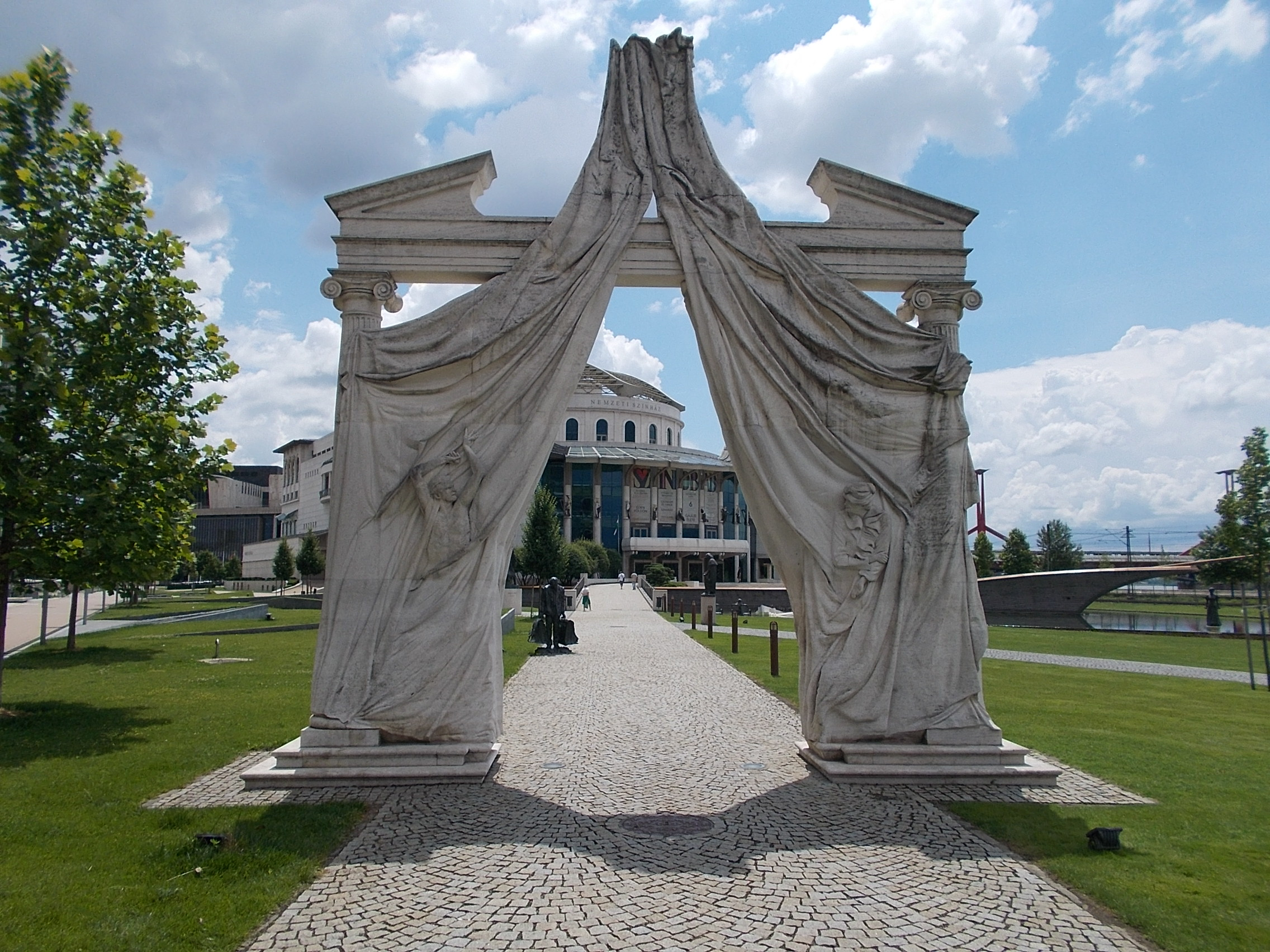
A Bajor Gizi Park kapuja, 2016

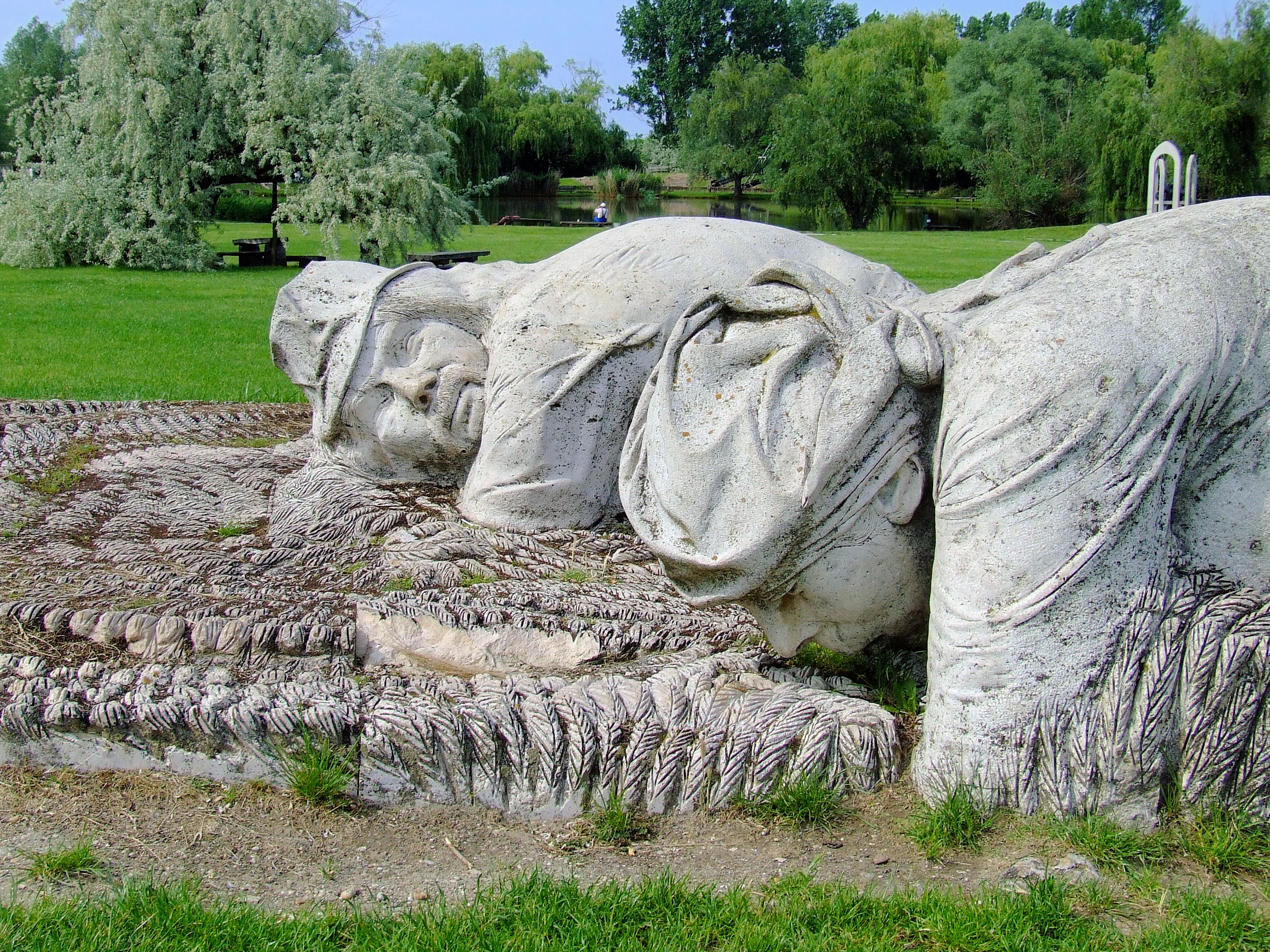
Földműves emlékmű Ópusztaszeren

- Az 1956-os forradalom emlékműve (mészkő, 1997, Szeged, Rerrich Béla tér).[7]
- 1956-os emlékmű (2003, Debrecen), Köztérkép
- A II. világháború áldozatainak emlékműve (kő, 1990, Tök, Kútvölgy tér)
- A II. világháború áldozatainak emlékműve (bronz, 1997, Vác, Postapark)
- Ady Endre (carrarai márvány, 1977, Pécs, Barbakán, várárok)
- Ady halotti maszkja (1970, Pécs)
- Ady-oltár (1977, Budapest, Petőfi Irodalmi Múzeum)[8]
- Ady Endre (mészkő, bronz, 1977, Debrecen, Nagyerdei Szoborsétány)
- Ady: A halottak élén (mészkő, vas, 1976, Tatabánya, Népház-park, rekonstruálva 1997, Tatabánya, Üzleti Tudományok Főiskola)
- Agitátor (körtefa portré, 1975, Budapest)
- Amerigo Tot-síremlék (mészkő, 1989, Farkasréti temető)
- Ifj. Antall József síremléke (kő, 1999, Budapest, Kerepesi temető)
- Arkhimédész és az ifjú (gipsz, 1989, Budapest XVIII. ker., Thököly út, Építőipari Szakközépiskola)
- Áttörés, Sopronkőhida, Páneurópai Piknik (A Páneurópai Piknik-emlékparkban az osztrák–magyar határon láthatjuk, Sopronkőhida és Szentmargitbánya között) (Párkányi Raab Péter, Szénási József szobrászokkal együtt). Első felállítás éve: 2009
- Bacchus és a Lady (carrarai márvány, 1986, Budapest, Grand Hotel Hungária)
- Bartók Béla (mészkő portré, 1969, Győr, Bartók Béla út)
- Brusznyai-emlékmű (2008, Veszprém)
- Deák Ferenc dombormű (2004, Balatonfüred) és Budapest Polgárok Háza
- Derkovits Gyula (bronz, 1989, Kazincbarcika)
- Elek apó kútja (Gergely Istvánnal, 2006, Budapest, Döbrentei tér)
- Elek apó kútja (Csák Attilával, 2009, Sopron)
- Élet c. szoborcsoportban Krisztus alakja, 2008. május 25-én avatva, Székelyudvarhely
- Falon átrepülő apáca (festett mészkő, 1977, Budapest, Országház utca)
- Fekvő nők (mészkő, 1974, Miskolc, Szentpéteri kapu, Megyei Kórház)
- Feszület (1986)
- Fő tér (bazalt utcajelző tábla, 1976, Budapest III. ker., Fő tér)
- Földműves emlékmű (mészkő, 1979, Ópusztaszer, Nemzeti Emlékpark)
- Fürdőző elefánt (mészkő, 1962, Ózd-Bolyok, bölcsőde)
- Gerelyes Endre (terrakotta portré, 1986, Salgótarján, Ifjúsági Művelődési Ház)
- István megkoronázása (Esztergom)
- József Attila-emlékmű (süttői mészkő, 1983, Mezőhegyes, Művelődési Központ)
- József Attila-oltár (festett, gipsz, 1982, Komló, Színház)
- Kamaszok - díszkút, Iváncsa.
- Kanyó Zoltán-síremlék (mészkő, 1985, Szeged, Belvárosi temető)
- Kilus kút (mészkő, 1986, Budapest I. ker., Mészáros u.)
- Kisboldogasszony (1983)
- Klebelsberg Kuno (Szeged)[9]
- Kodály Zoltán (bronz, architektúra, 1975, Kecskemét, Fő tér (Kerényi József Péterrel, Fekete Tamással)
- Koltay György (mészkő portré, 1964, Sárvár, Arborétum)
- Komjádi Béla (bronz portré, 1976, Budapest)
- Kuporgó (mészkő, 1970, Salgótarján, József Attila Művelődési Ház)
- Latinovits Zoltán (bronz, 1991, Balatonszemes, Rózsakert)
- Madonna (1985)
- Mansfeld Péter (Hullócsillag) (mészkő, 2007, Budapest, Szabó Ilonka utca 2-7.)
- II. Rákóczi Ferenc (bronz, kő, 1979, Mezőtúr)
- II. világháborús emlékmű (süttői mészkő, 1991, Gárdony)
- Mátyás király (mészkő dombormű, 1970, Budapest I. ker., Tárnok utcai Általános Iskola)
- Mátyás király-emlékmű (mészkő, bronz, 1990, Székesfehérvár, Fő u.)
- Melocco János emléktáblája (mészkő, bronz, 2009, Budapest, Belvárosi Ferences templom)
- Mészöly Gyula-síremlék, (vörösréz, 1975, Kecskeméti temető)
- Molnár Csilla emlékmű (1986, Kaposvár)
- Möller-emlékmű (Zsámbék)
- Nádasdy Kálmán síremléke (1980, Budapest, Farkasréti temető)
- Napraforgós oszlop (Zsámbéknak adományozta a művész)
- Női torzó (kő, 1970, Budapest, MTA Biológiai Kutató Intézet)
- Papírrepülő (mészkő, 1973, Budapest XII. ker., Zugligeti út, Libegő)
- Páva (kő, bronz, 1971, Budapest IX. ker., József Attila lakótelep)
- Pelikán (kő, 1971, Budapest, MÉM Kiállítási Iroda)
- Pelikán (mészkő, 1964, Budapest, Gellért-hegy, Jubileumi Park)
- Pelikán (mészkő, 1974, Kecskemét, Fő tér)
- Radnóti (bronz portré, 1990, Kiskunhalas, Felsővárosi Általános Iskola)
- Radnóti (gránit, 1980, Győr-Abda Kerényi József Péterrel)
- Radnóti (bronz, 1974, Jánoshalma, Radnóti Miklós Gimnázium)
- Rózsa (bronz, 1990, Budapest XXII. ker., Rózsakert u. (Lakner Lászlóval))
- Sandvinnak lovaggá ütése (kő dombormű, 1988, Budapest I. ker., Vár, Sándor-palota)
- Sárkánykút (mészkő, 1973, Orfű, Üdülőtelep)
- Szabadságoszlop (mészkő, 1985, Zsámbék)
- Széchenyi István szobra (bolgár mészkő, 1994, Miskolc, Városház tér)
- István megkoronázása (Esztergom)
- Szent István-díj
- Szent Sír (gipsz, Győr, Bencés templom)
- Szentmihályi Sándor (gipsz portré, 1986, Gödöllő)
- Szókratész (homokkő, 1987, Zsámbék, TF)
- Szókratész (mészkő, 1991, Canberra, Magyar Nagykövetség)
- Szókratész megkísértése, Sydney
- Szülés (mészkő, 1971, Miskolc)
- Tangl Harald (gipsz portré, 1972, Herceghalom, Állattenyésztési Kutató Intézet)
- Tavaszünnep, Vénusz diadalmenete (kő dombormű-rekonstrukció, 1989, Budapest I. ker., Sándor-palota)
- Thury György (1967, Tata)
- Thury György (mészkő, 1975, Tata, Vár)
- Új Nemzeti Színház Kertkapu (Budapest)
- Ülő nő (mészkő, 1977, Pásztó, Strand)
- Vági István (mészkő portré, 1971, Nagykőrös)
- Vécsey Károly (fa portrédombormű, 1974, Solt, Általános Iskola)

### Egyéb művei
- Anna Karenyina szitanyomat
- A tenger zenéjét hallgató fiú, szitanyomat
- Talány
- Tanulmány a Széchenyi emlékműhöz
- Elkészítette Michelangelo Buonarroti 15 szobrának hiteles másolatát, a kecskeméti zsinagógában őrzik őket

### Publikációi (válogatás)
- A halotti maszk. In: Művészet, 1973/3.
- A nagy közhely. In: Művészet, 1974/3.
- Az akt. In: Művészet, 1974/12.
- A Hősök tere. In: Mozgó Világ, 1976/1.
- Szobor, szobrász, megrendelő. In: Mozgó Világ, 1976/5.
- A győri Radnóti-szoborról. In: Kortárs, 1984/5.
- Gibitz báró nézetei. In: Hitel, 1988/2., 1988/3.
- Mátyás király emlékműve. In: Hitel, 1990/7.
- Széchenyi nem gólem. In: Élet és Irodalom, 1993. május 28.
- „Isten törött csellója, hallgatok.” Török Richárd halálára. In: Árgus, 1993/4.
- Ki volt Török Richárd? . In: Új Magyarország, 1994. július 19.
- Mit ér az ember, ha magyar? Névjegy. A Magyar Művészeti Akadémia kincsestára
- Életrajzok, dokumentumok 1992–1994, Budapest, 1995
- Elmélkedés a szobrászatról. In: Alföld, 1995/9.
- Jogtalan honfoglalás. In: Hitel, 1998/11.
- Filep Sándor festőművész (katalógus bevezető tanulmánya, Óbuda, 1999)
- Párkányi Péter szobrászművész (katalógus bevezető tanulmánya, Budapest, 1999)
- Melocco Miklós; Kráter Műhely Egyesület, Pomáz, 2000 (Belső tárlat)
- Az ütések alatt. Melocco Miklóssal beszélget Fazekas Valéria; Kairosz, Bp., 2008 (Magyarnak lenni)
- Makovecz Imre–Melocco Miklós–Szörényi Levente: Magyar lélek, magyar forma; Éghajlat, Bp., 2007 (Manréza-füzetek)

## Művei közgyűjteményekben
- Fővárosi Képtár, Budapest
- Magyar Nemzeti Galéria, Budapest
- Móra Ferenc Múzeum, Szeged
- Petőfi Irodalmi Múzeum, Budapest
- Szombathelyi Képtár, Szombathely

## Filmek a művészről
- Tárlatról tárlatra (szerk.: Kernács G.), MTV, 1972
- Művészeti Magazin (szerk.: Kernács G.); MTV, 1979
- M. Nagy R.–Wehner T.: Melocco Miklós hatvan esztendős, Picasso-k kalandjai, MTV, 1995
- MMA-portrék MMA portrésorozat, A haza minden előtt – Melocco Miklós szobrász MTV, 2015 Archiválva 2020. november 21-i dátummal a Wayback Machine-ben